# William Lundbeck
William Lundbeck est un entomologiste danois, né le 16 octobre 1863 à Aalborg et mort le 18 mai 1941 à Kongens Lyngby.
Ce spécialiste des diptères enseigne à l’université de Copenhague. Son œuvre la plus importante est son Diptera Danica. Genera and species of flies Hitherto found in Denmark qui paraît en sept volumes à Copenhague et à Londres de 1902 à 1927 :
- 1907 : Stratiomyidae, Xylophagidae, Coenomyiidae, Tabanidae, Leptididae, Acroceridae. Diptera Danica 1. Copenhagen.
- 1908 : Asilidae, Bombyliidae, Therevidae, Scenopinidae. Diptera Danica 2. Copenhagen.
- 1910 : Empididae. Diptera Danica 3. Copenhagen.
- 1912 : Dolichopodidae. Diptera Danica 4. Copenhagen.
- 1916 : Lonchopteridae, Syrphidae. Diptera Danica 5. Copenhagen.
- 1922 : Pipunculidae, Phoridae. Diptera Danica 6. Copenhagen.
- 1927 : Platypezidae, Tachinidae. Diptera Danica 7. Copenhagen.

Sa collection est aujourd’hui conservée au musée de zoologie de l’université de Copenhague (Zoologisk Museum, Københavns Universitet).

## Source
- Traduction de l'article de langue anglaise de Wikipédia (version du 2 octobre 2006).